# Sarrasine
Sarrasine é uma novela escrita em 1830 pelo autor francês Honoré de Balzac contada em primeira pessoa. "Pertence, por um lado às obras em que o escritor investigava os segredos da criação artística e da intensidade com que os grandes artistas vivem e se consomem […]; por outro lado, ao grupo em que o romancista, desejoso de incluir em seu painel todas as manifestações da paixão humana, enfrentava vícios e depravações de que pouco se falava na literatura e que nem por isso deixavam de existir."

## Enredo
Por volta da meia-noite durante um baile, o narrador está sentado discretamente a uma janela, admirando o jardim. Ele ouve as conversas dos convidados sobre as origens da riqueza do dono da mansão, o conde de Lanty. Há também a presença de um velho desconhecido na casa, a quem a família era estranhamente dedicada, e que assustava e intrigava os convidados da festa. Quando o homem senta-se ao lado da convidada do narrador, a Sr.ª De Rochefide, ela o toca, e o narrador a retira às pressas do aposento. Este diz que sabe quem é o homem e promete contar sua história na noite seguinte.
Na noite seguinte, o narrador conta à sra. De Rochefide sobre Ernest-Jean Sarrasine ("Ernesto João", na edição brasileira organizada por Paulo Rónai), um menino entusiasmado e artístico, que depois de ter problemas na escola tornou-se um prodígio no ateliê do escultor Bouchardon. Sarrasine torna-se um jovem talentoso e, após uma de suas esculturas ganhar uma competição, ruma para Roma, onde ouve uma ópera e se encanta com Zambinella. "Admirava naquele instante a beleza ideal cujas perfeições buscara, até então, aqui e acolá, na natureza." Apaixona-se pela cantora, indo a todas as suas apresentações e criando um molde de argila dela. Depois de passar um tempo com ela numa festa, Sarrasine tenta seduzir Zambinella. Ela é reticente, sugerindo algum segredo ou perigo oculto. “E se eu não fosse mulher?”, ela pergunta. Sarrasine fica cada vez mais convencido de que Zambinella é a mulher ideal e desenvolve um plano para sequestrá-la de uma festa na embaixada francesa. Quando Sarrasine chega, Zambinella está vestida de homem. Sarrasine fala com um cardeal, que é o protetor de Zambinella, e é informado de que a "cantora" é um castrato. "Não sabe, acaso, por que criaturas são desempenhados os papéis femininos nos Estados Pontifícios? Fui eu, senhor, que dotei Zambinella de sua voz." Sarrasine se recusa a acreditar no cardeal e sai da festa, sequestrando Zambinella. Uma vez em seu ateliê, fica confirmado que Zambinella não é mulher. Sarrasine está prestes a matar Zambinella quando um grupo de homens do cardeal chega e o abate com três golpes de estilete. 
O narrador então revela que o velho na casa é Zambinella, tio-avô materno de Marianina, filha do conde. A história termina com a Sr.ª De Rochefide expressando sua aflição com o relato que acabou de ouvir: "Paris é uma terra hospitaleira; acolhe tudo: as fortunas vergonhosas e as fortunas ensanguentadas. O crime e a infâmia têm direito de asilo, só a virtude não tem aqui altares."